# Tibetansk buskpion
Tibetansk buskpion (Paeonia ludlowii) är en art i familjen pionväxter som förekommer naturligt i sydvästra Kina. Arten kan odlas som trädgårdsväxt i Sverige. Arten förväxlas ofta med småbuskpion (P. delavayi). Tibetansk buskpion har dock alltid rent gula kronblad och ståndare, samt vanligen 1-2, alltid gula, fruktämnen. Småbuskpionens blommor kan vara vita, gula till brunröda och har vanligen färgade ståndare, samt två till flera fruktämnen.

## Synonymer
- Paeonia lutea var. ludlowii Stern & Taylor
- Paeonia delavayi subsp. ludlowii (Stern & Taylor) B. A. Shen.

## Bildgalleri

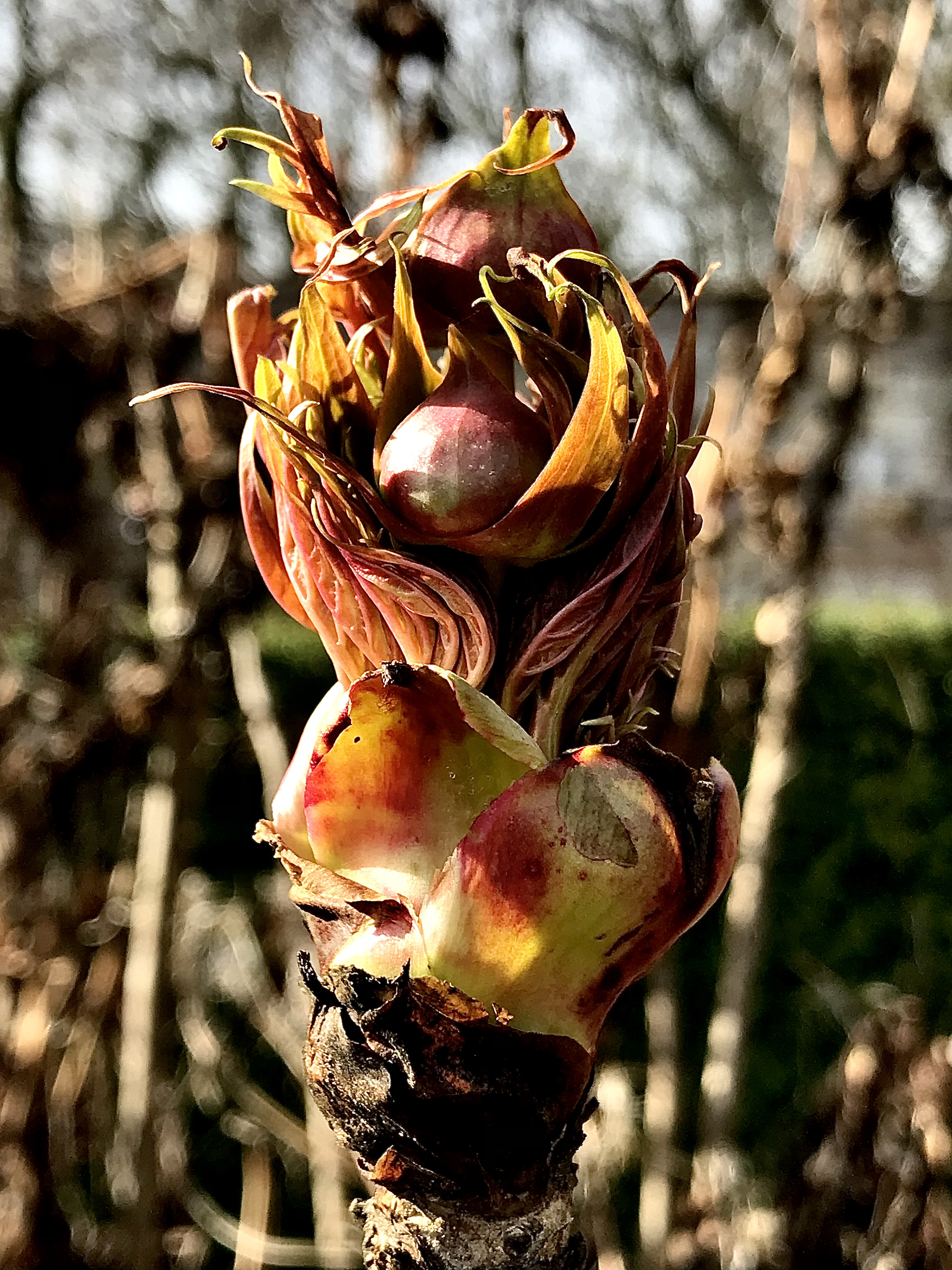
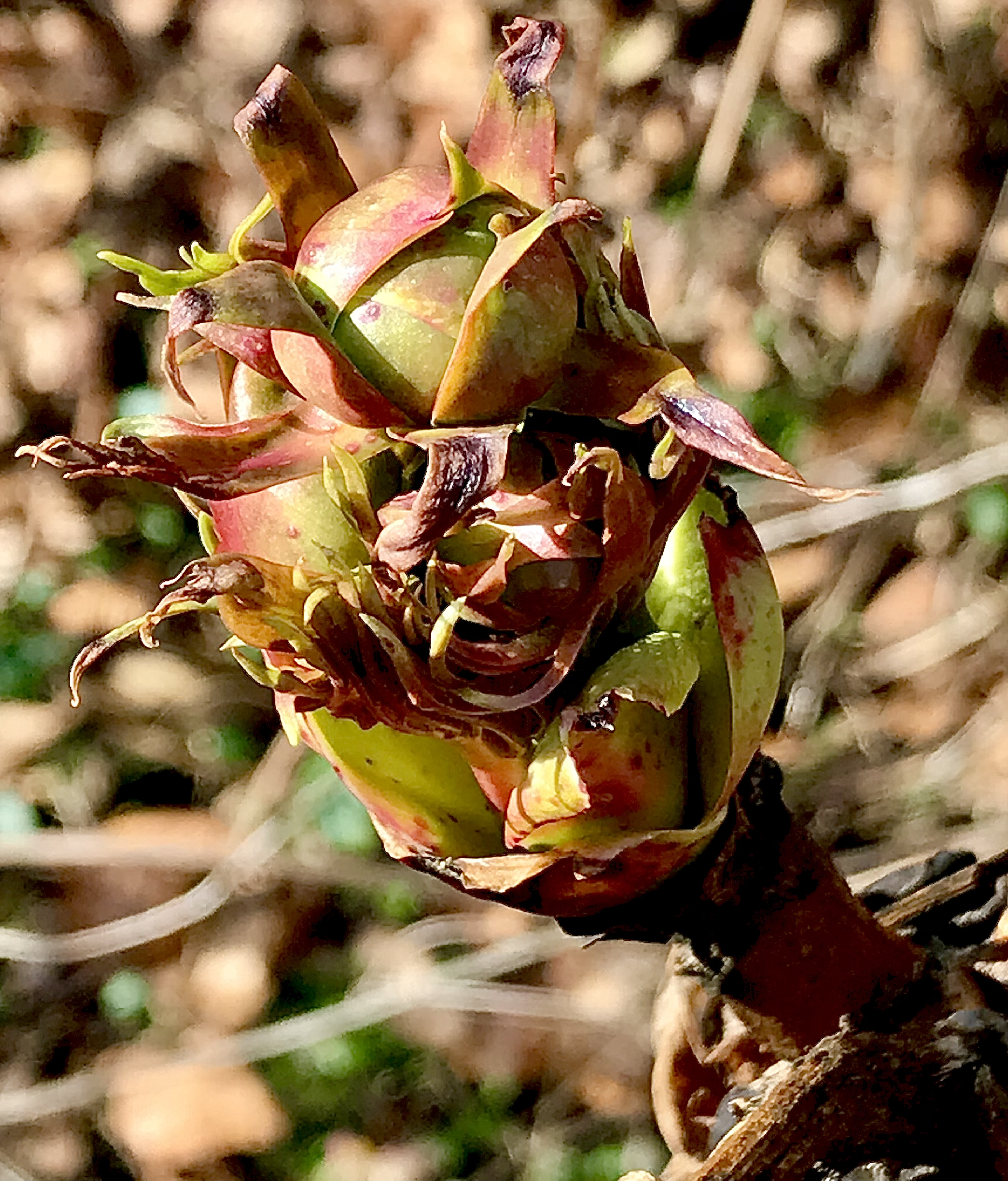
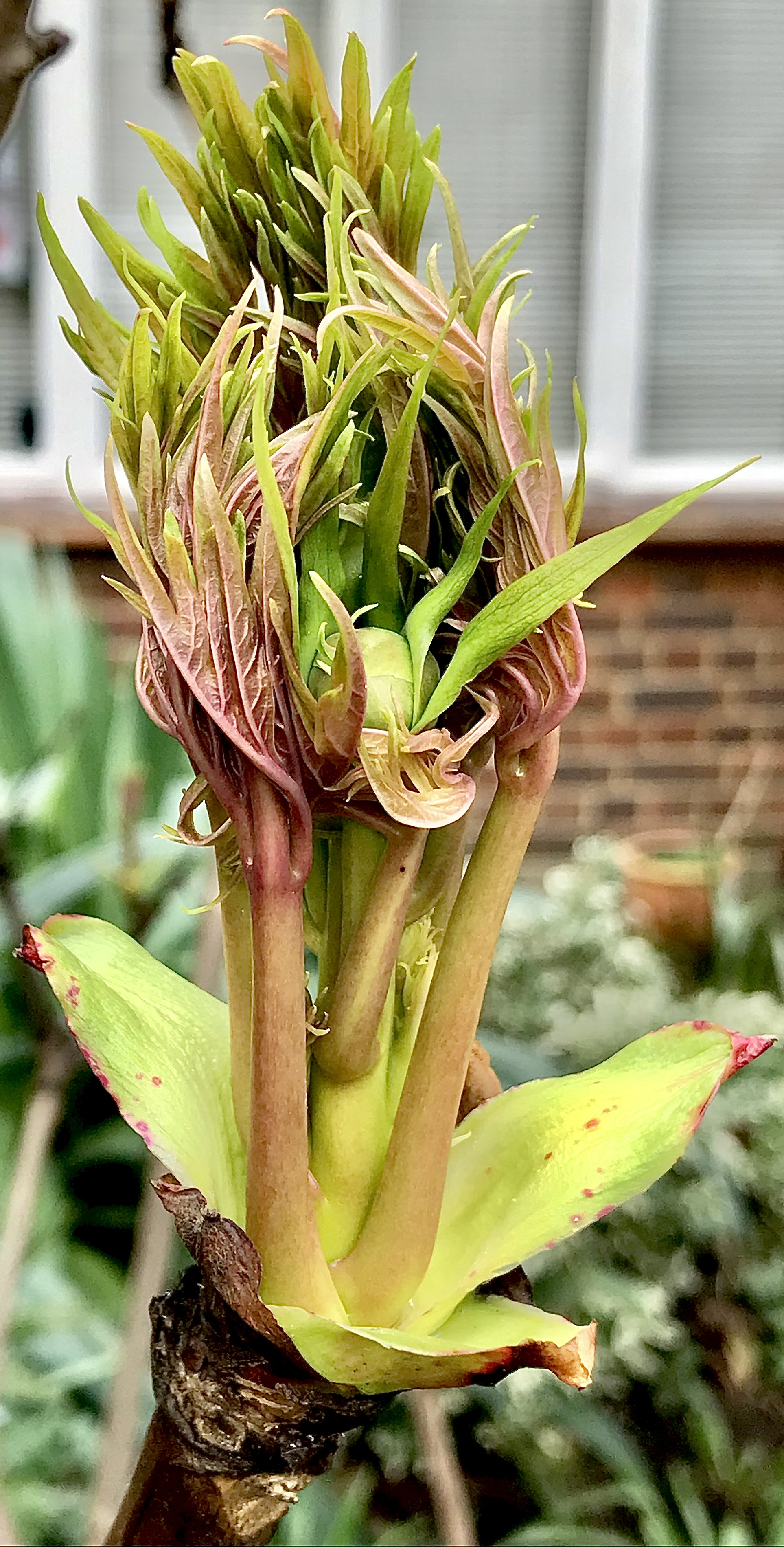
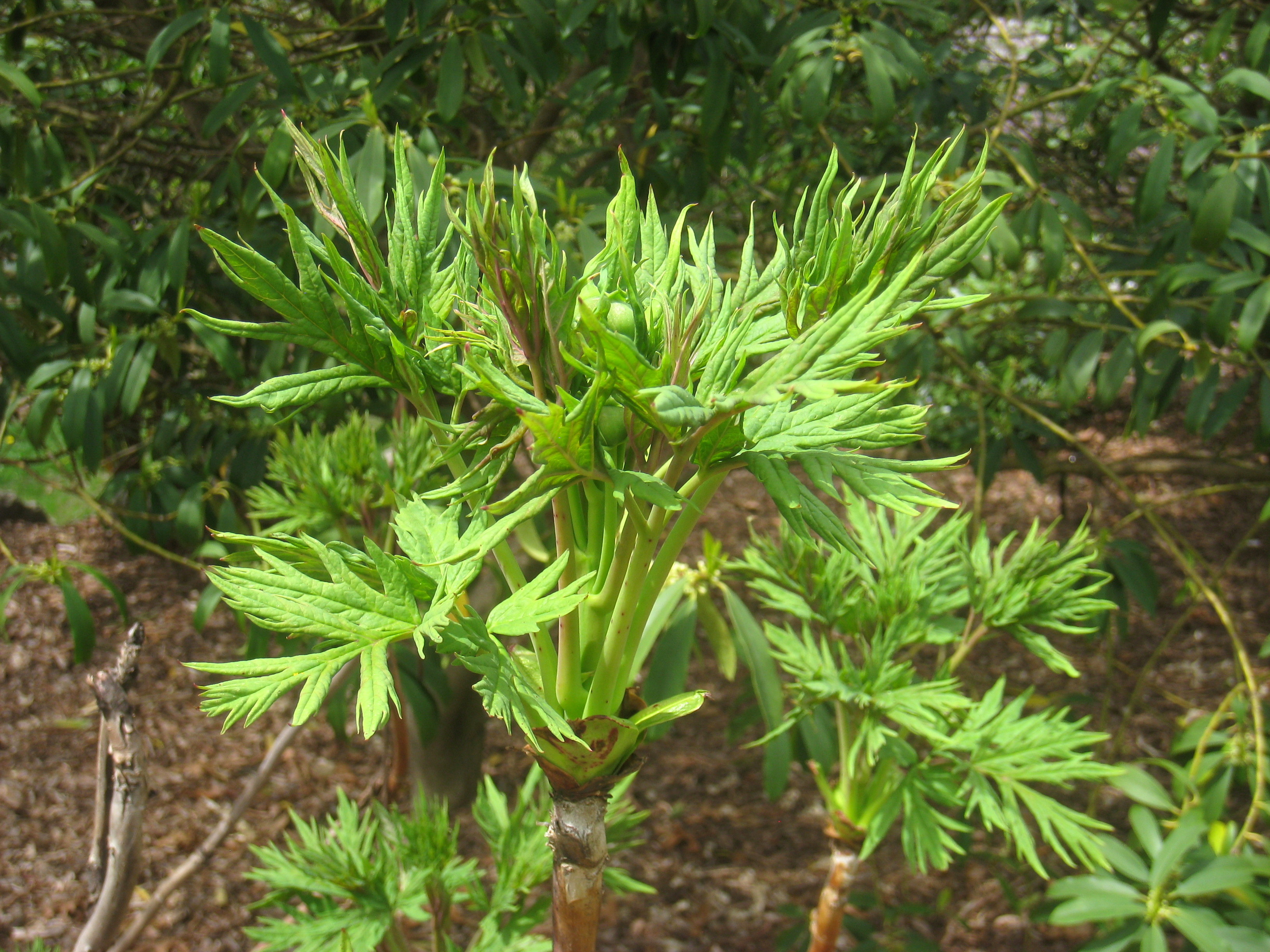
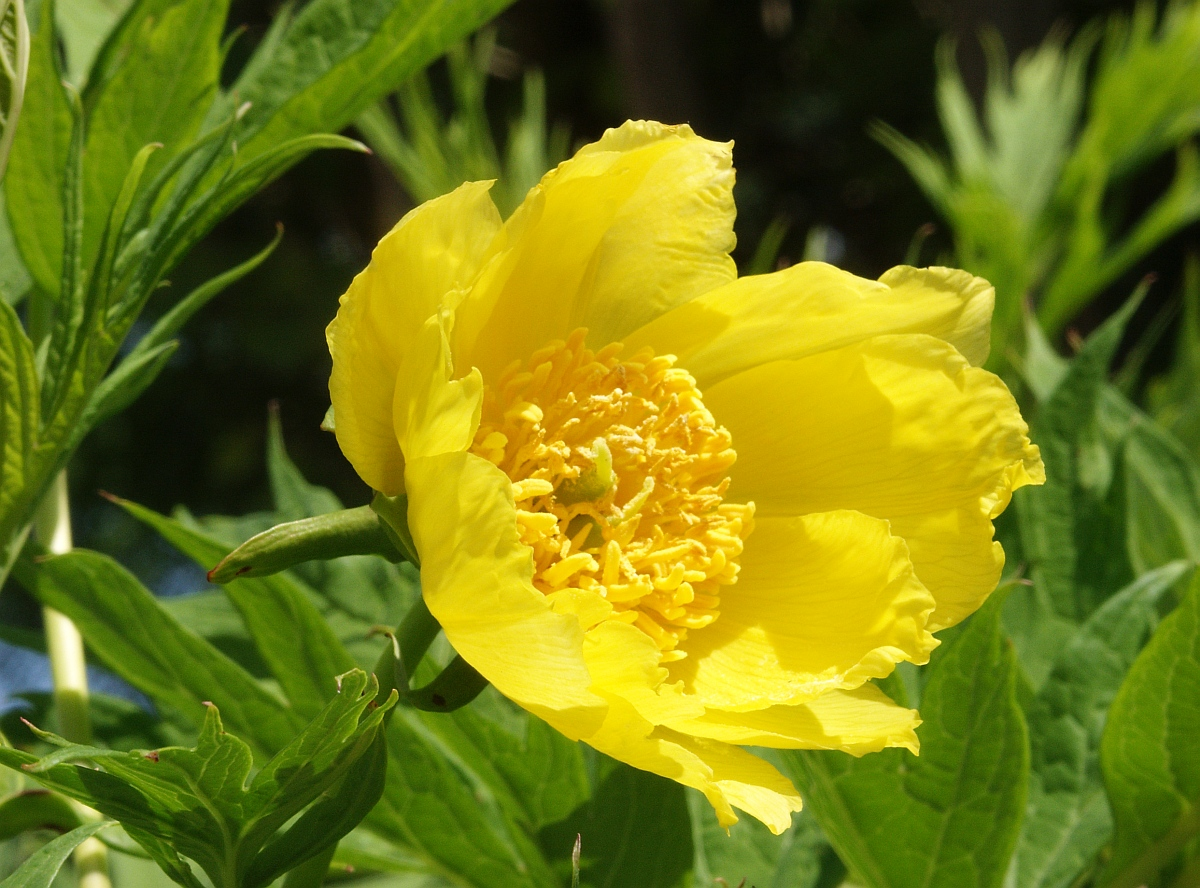
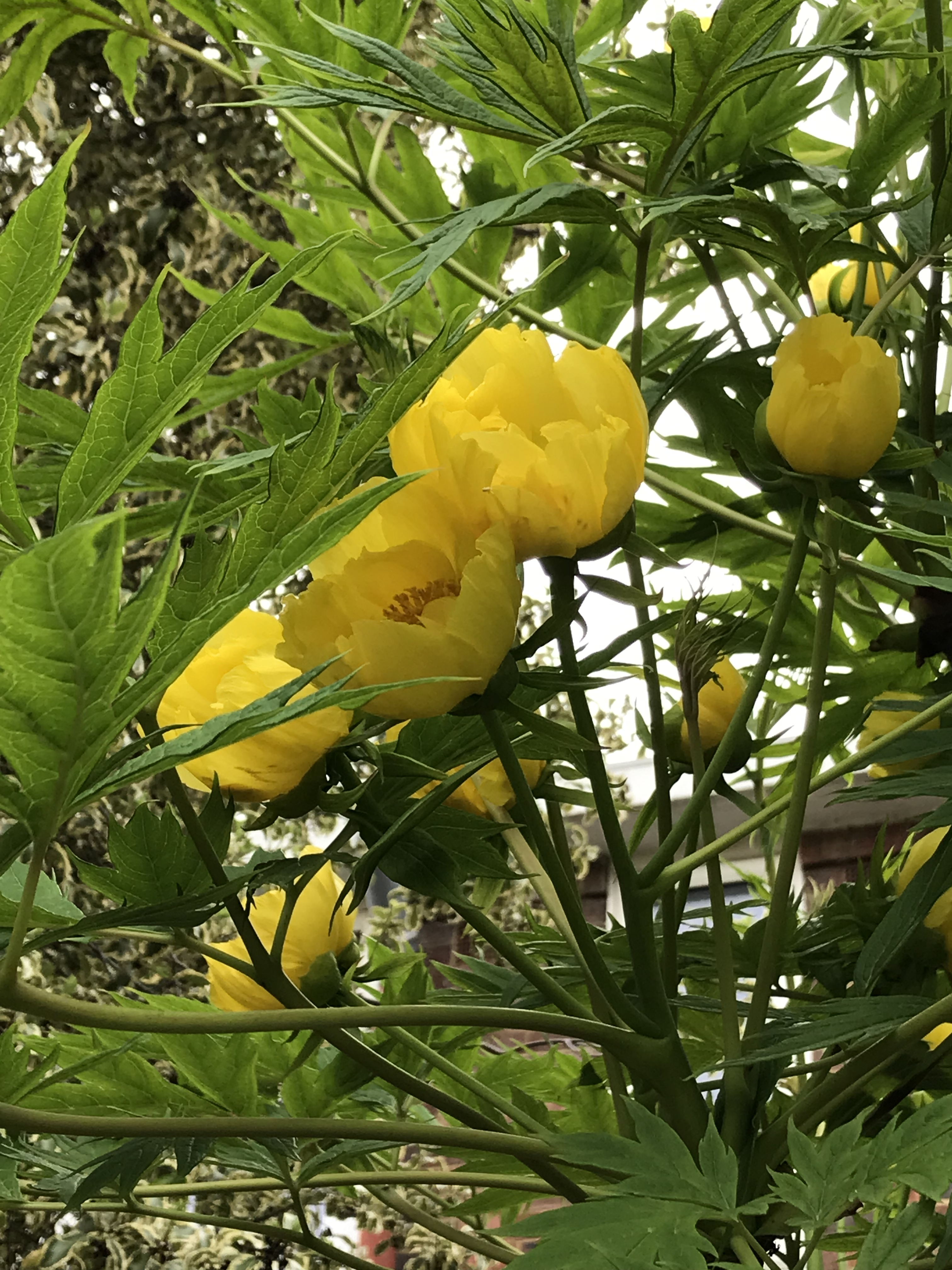
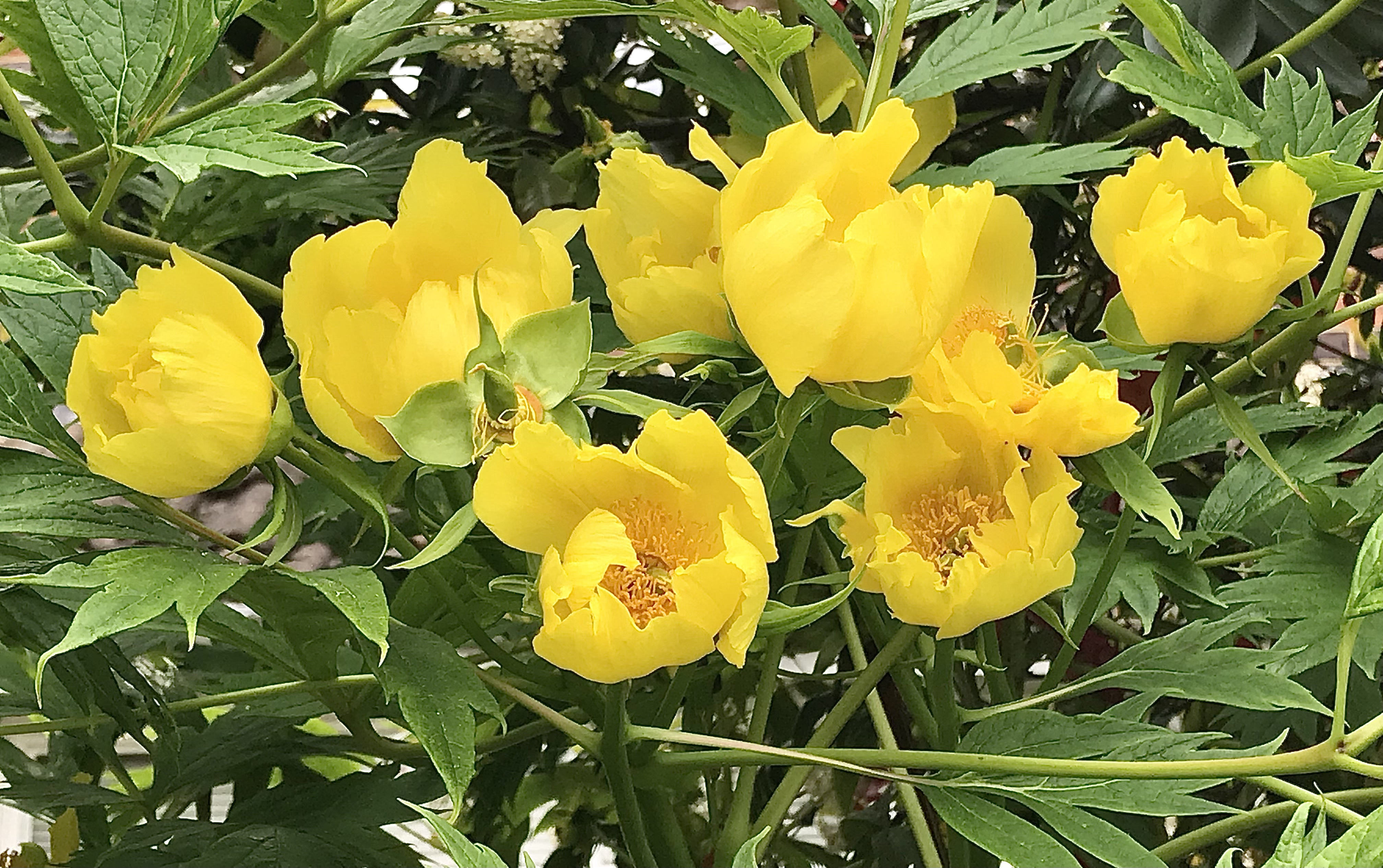
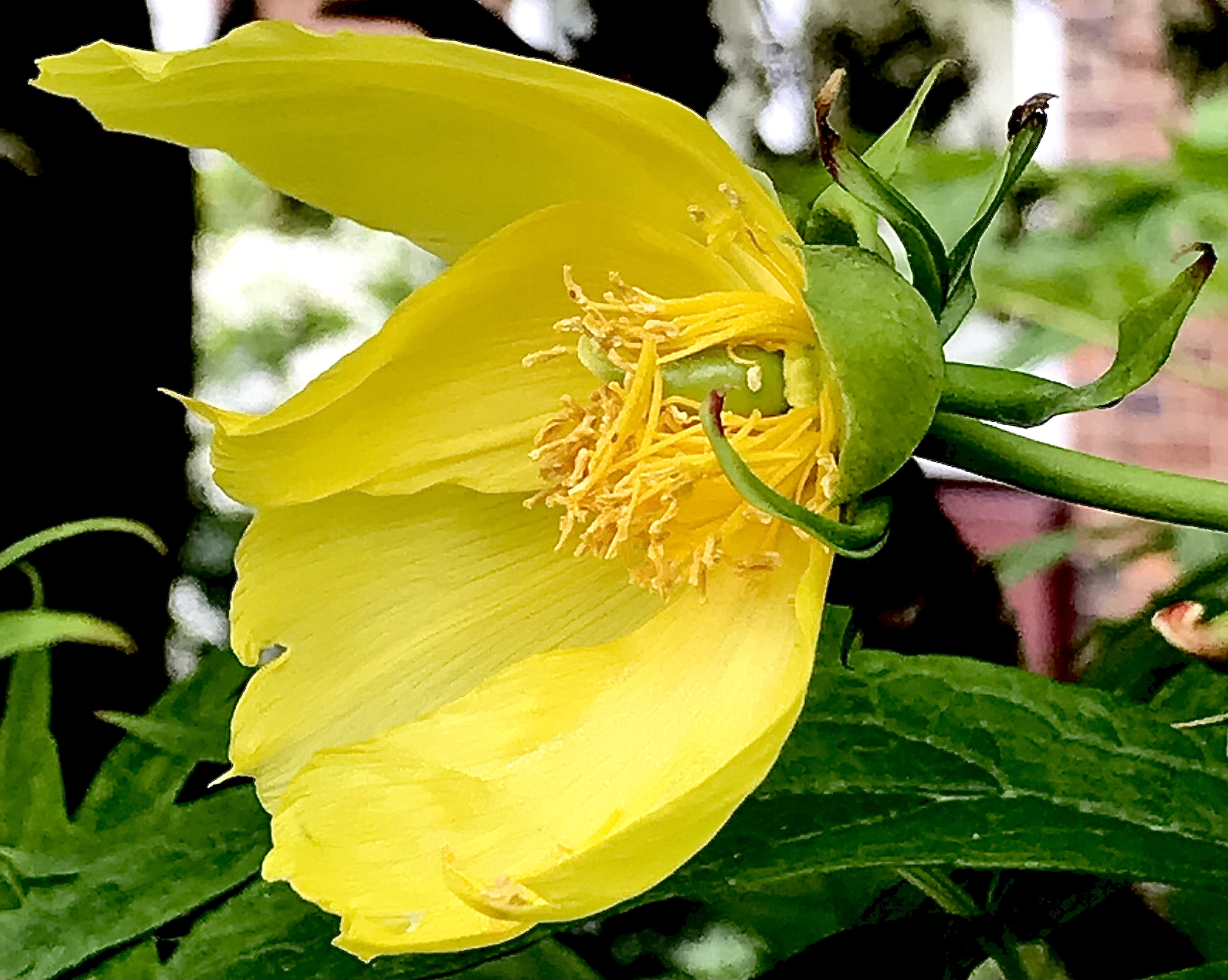
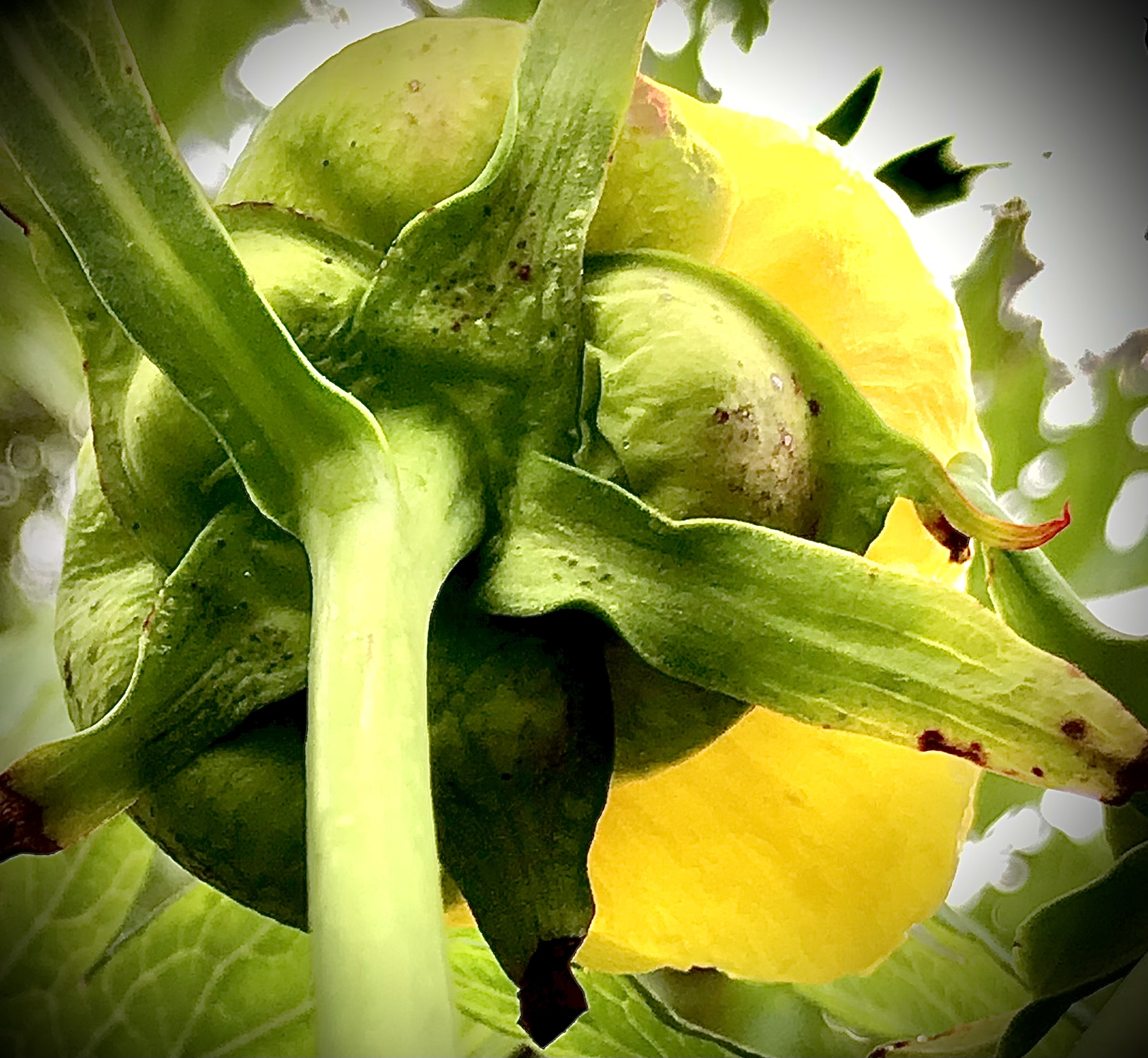
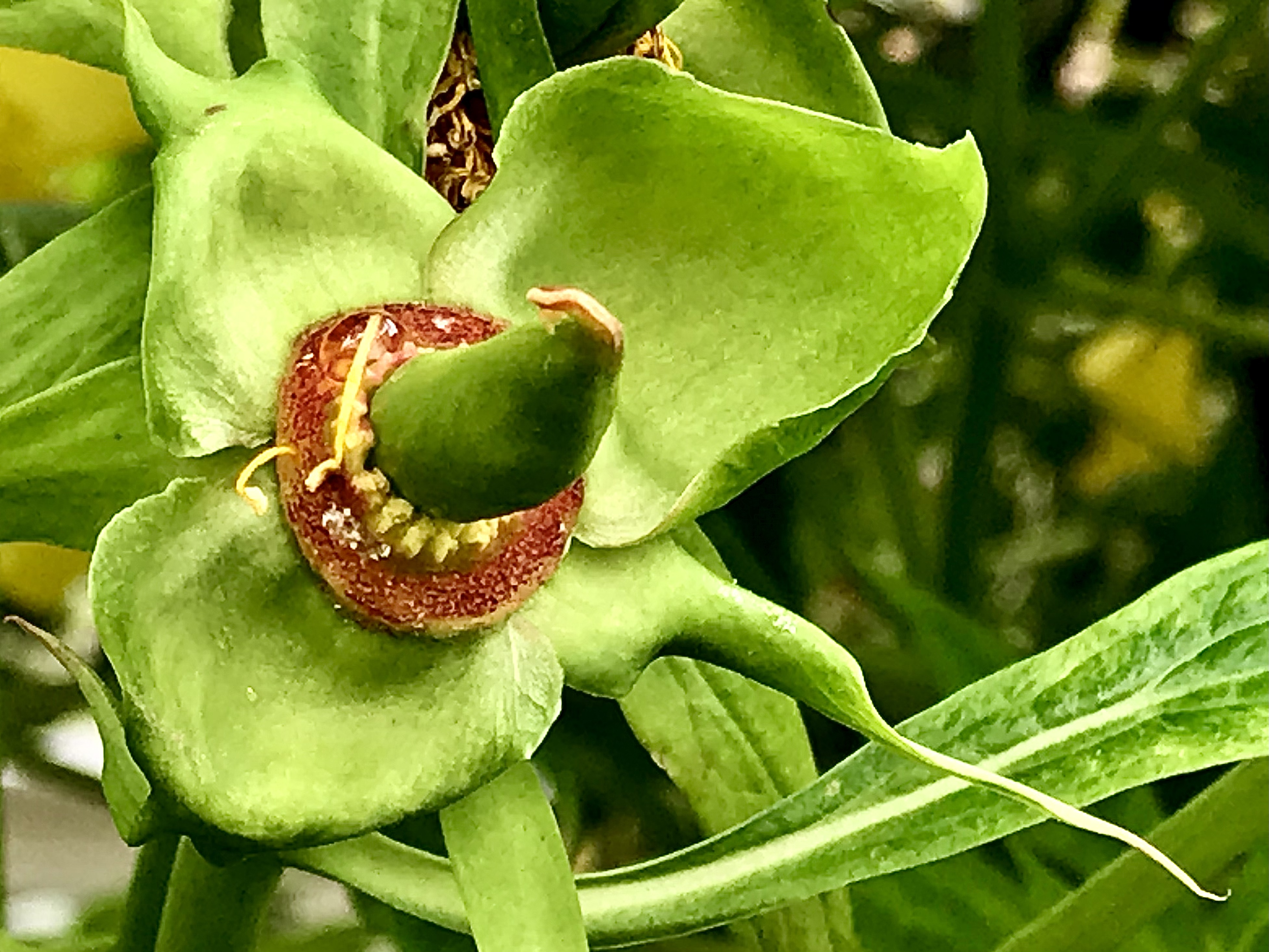
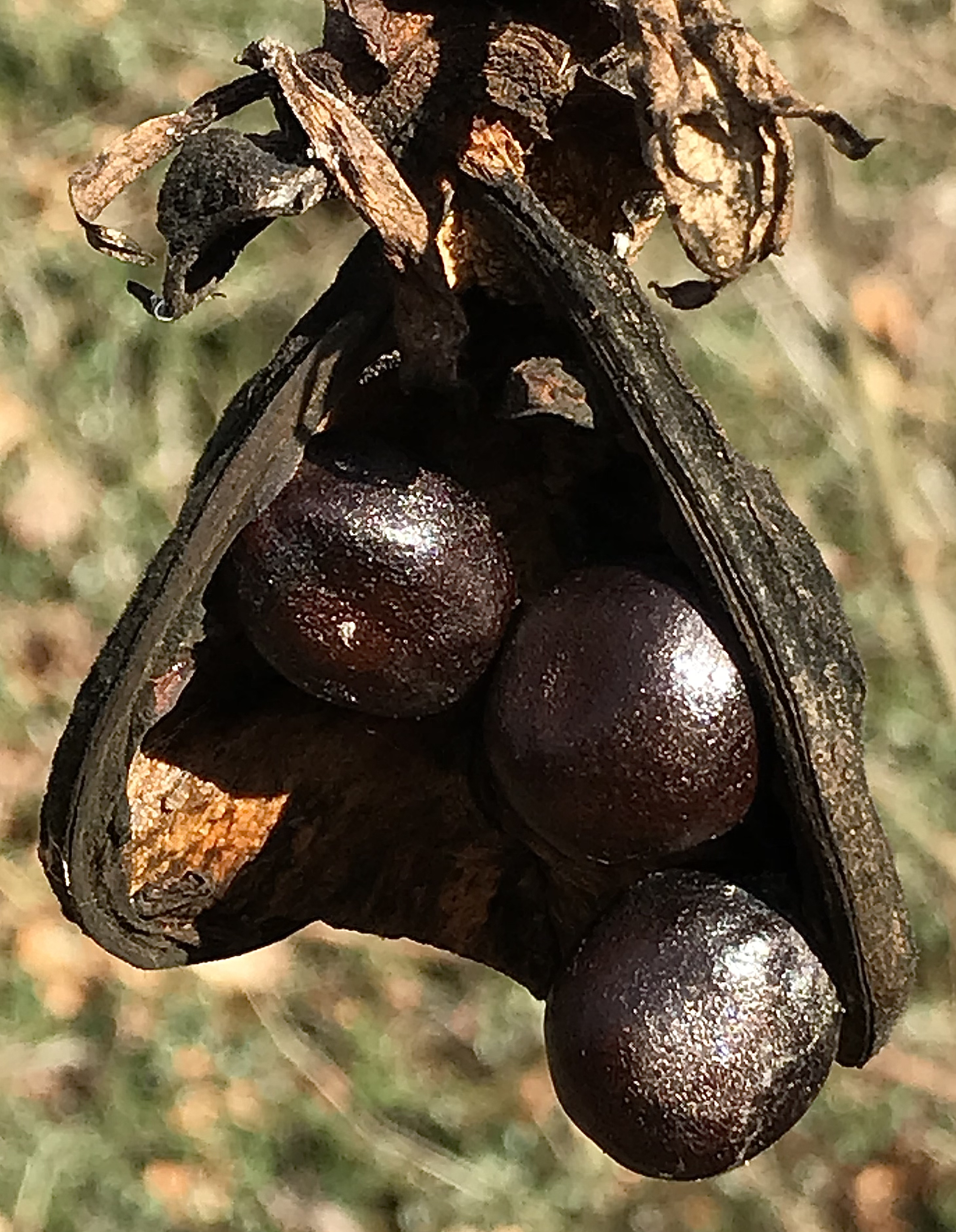
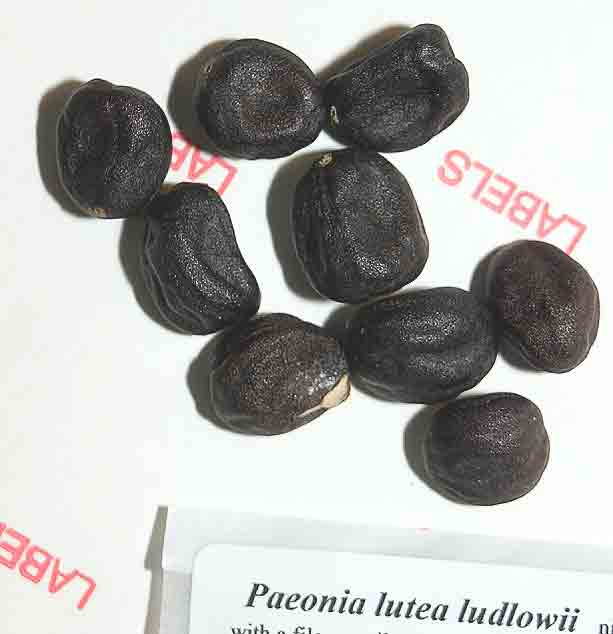
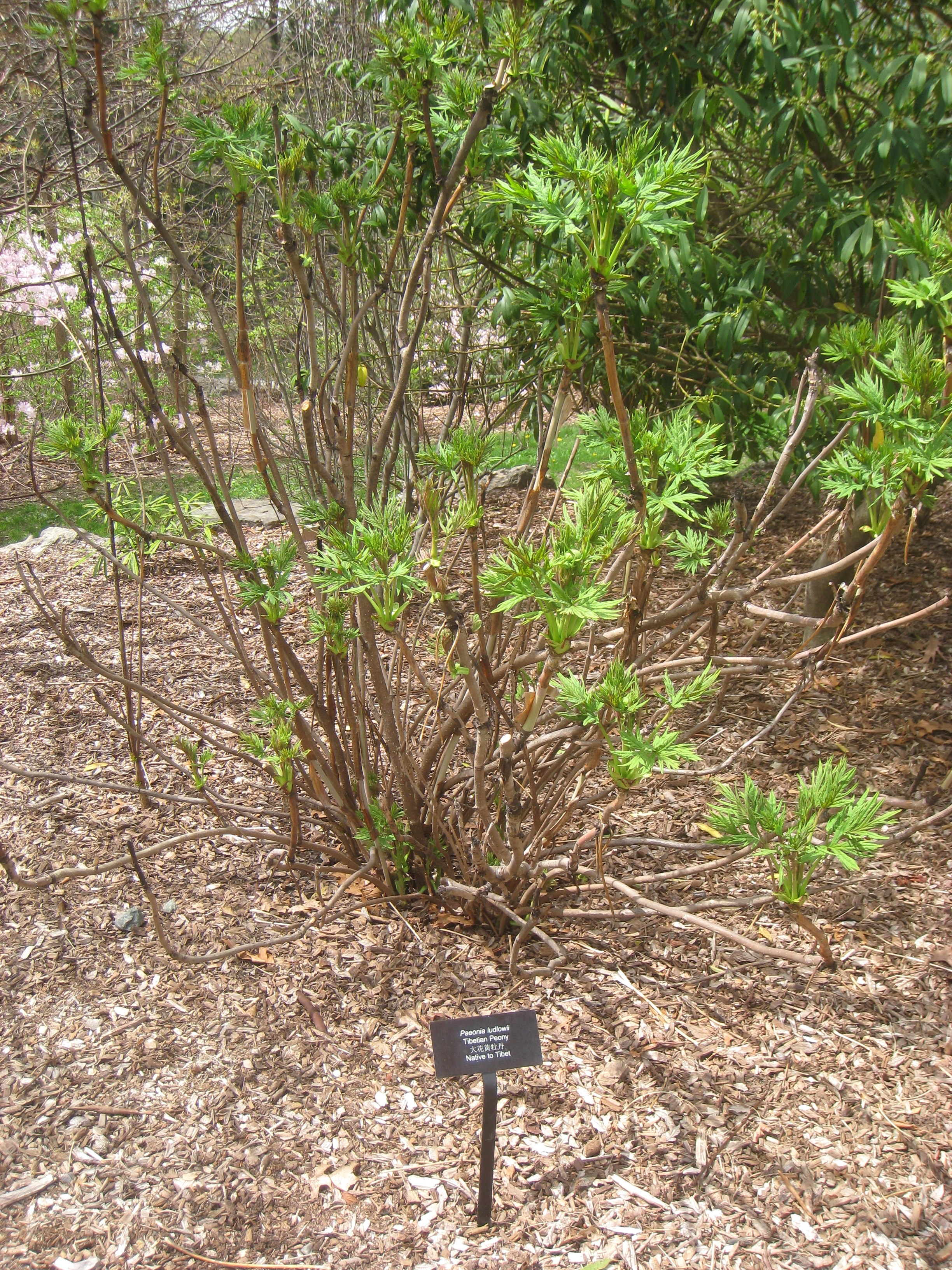
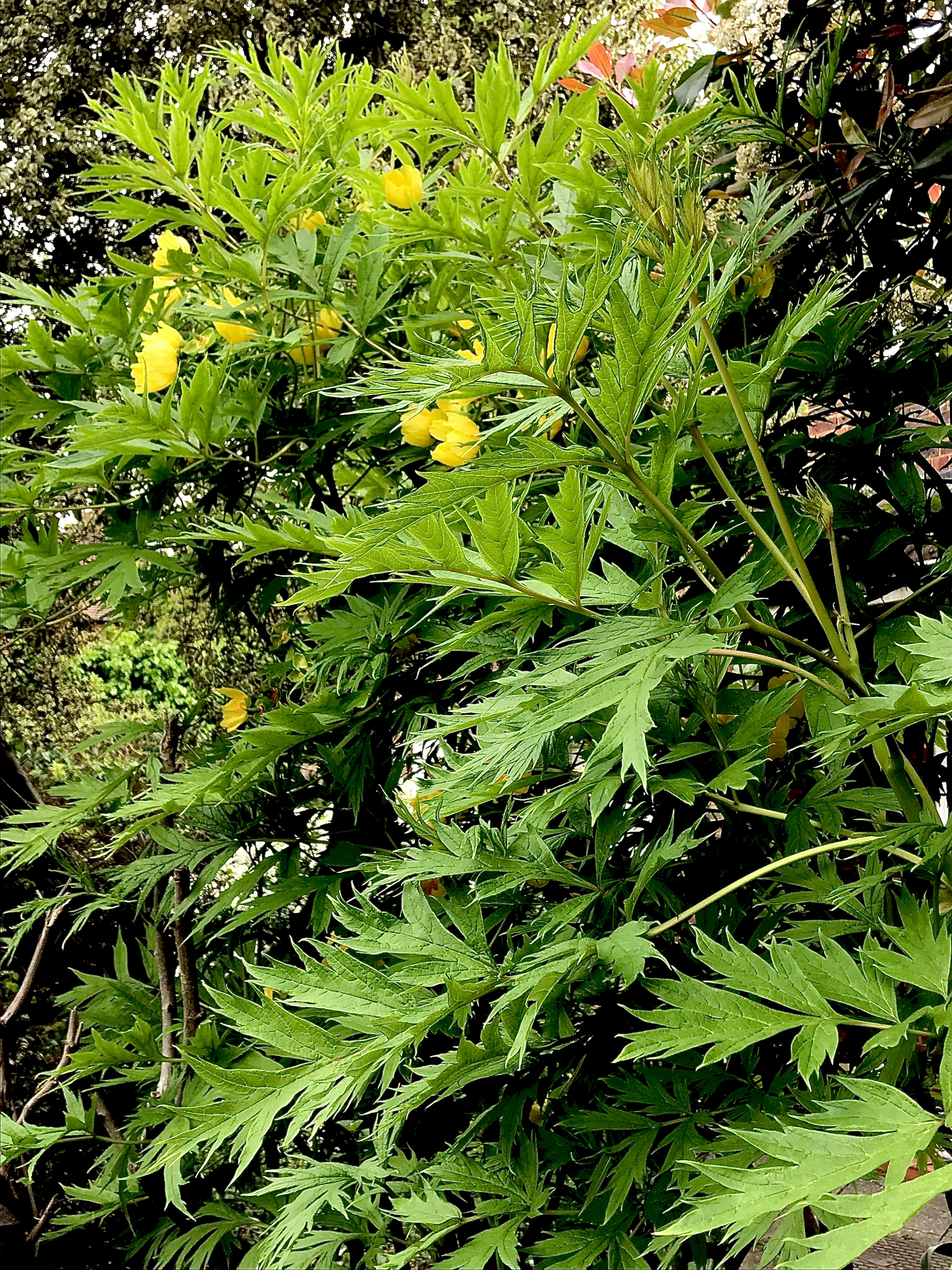
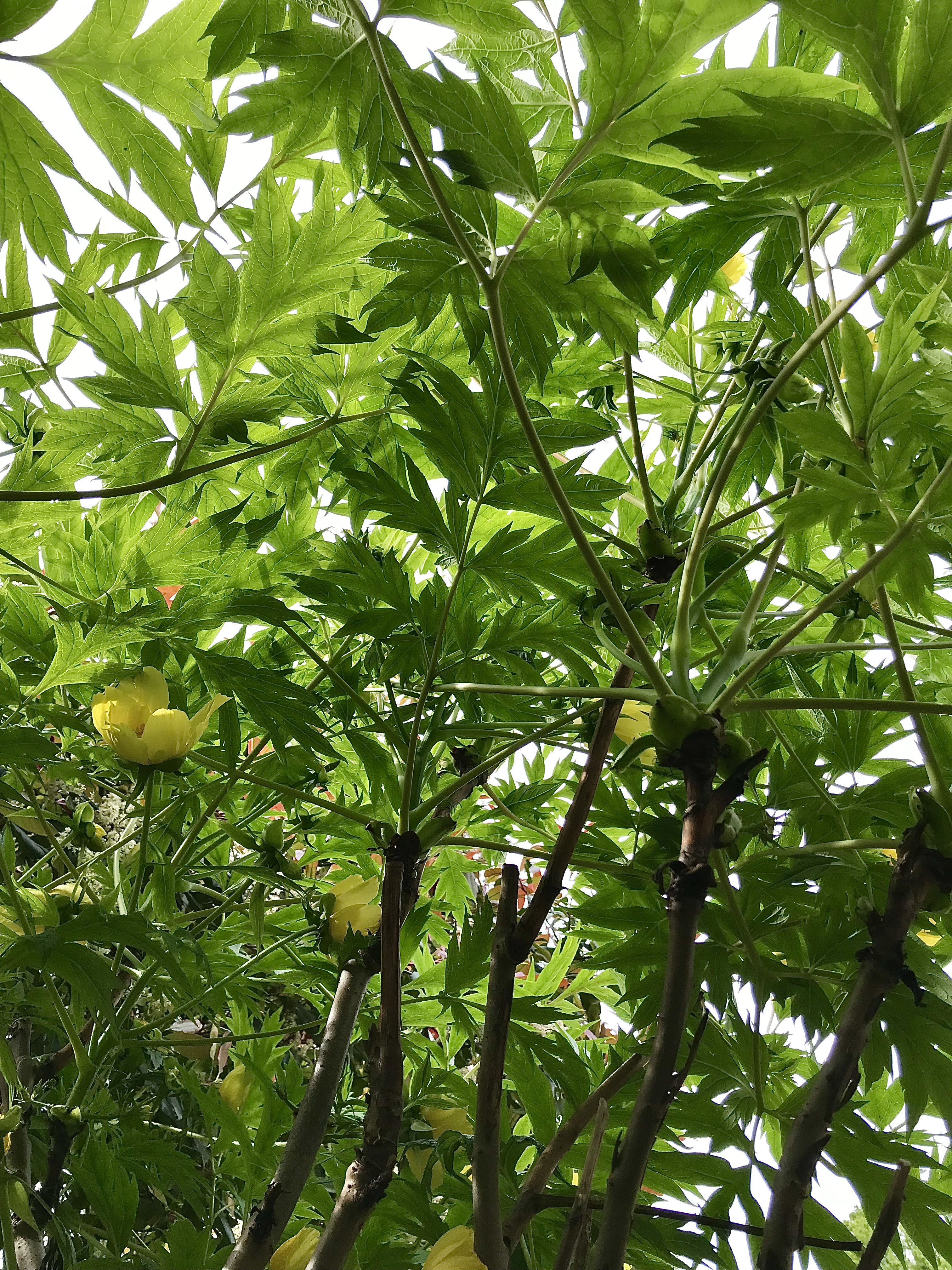
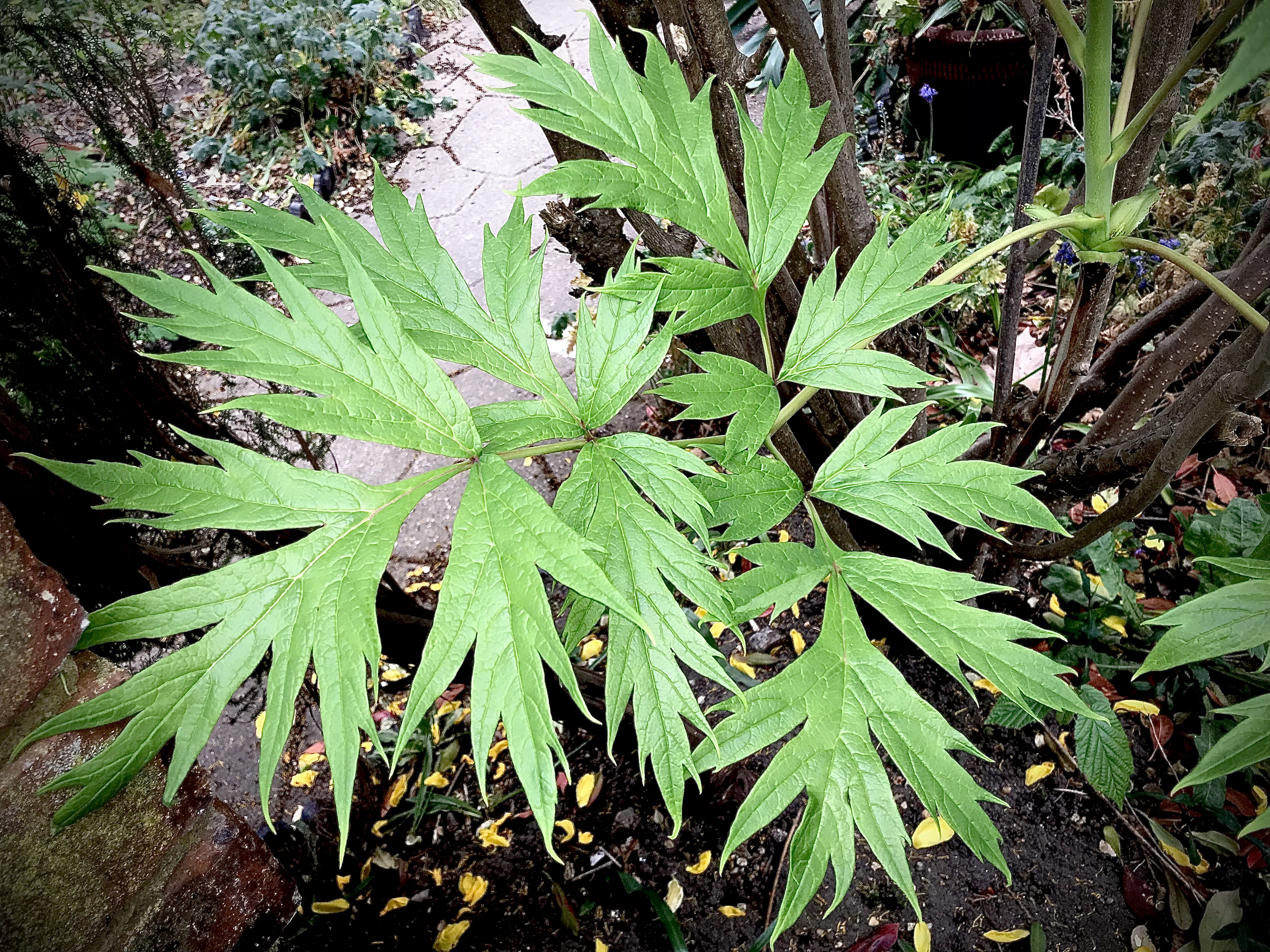
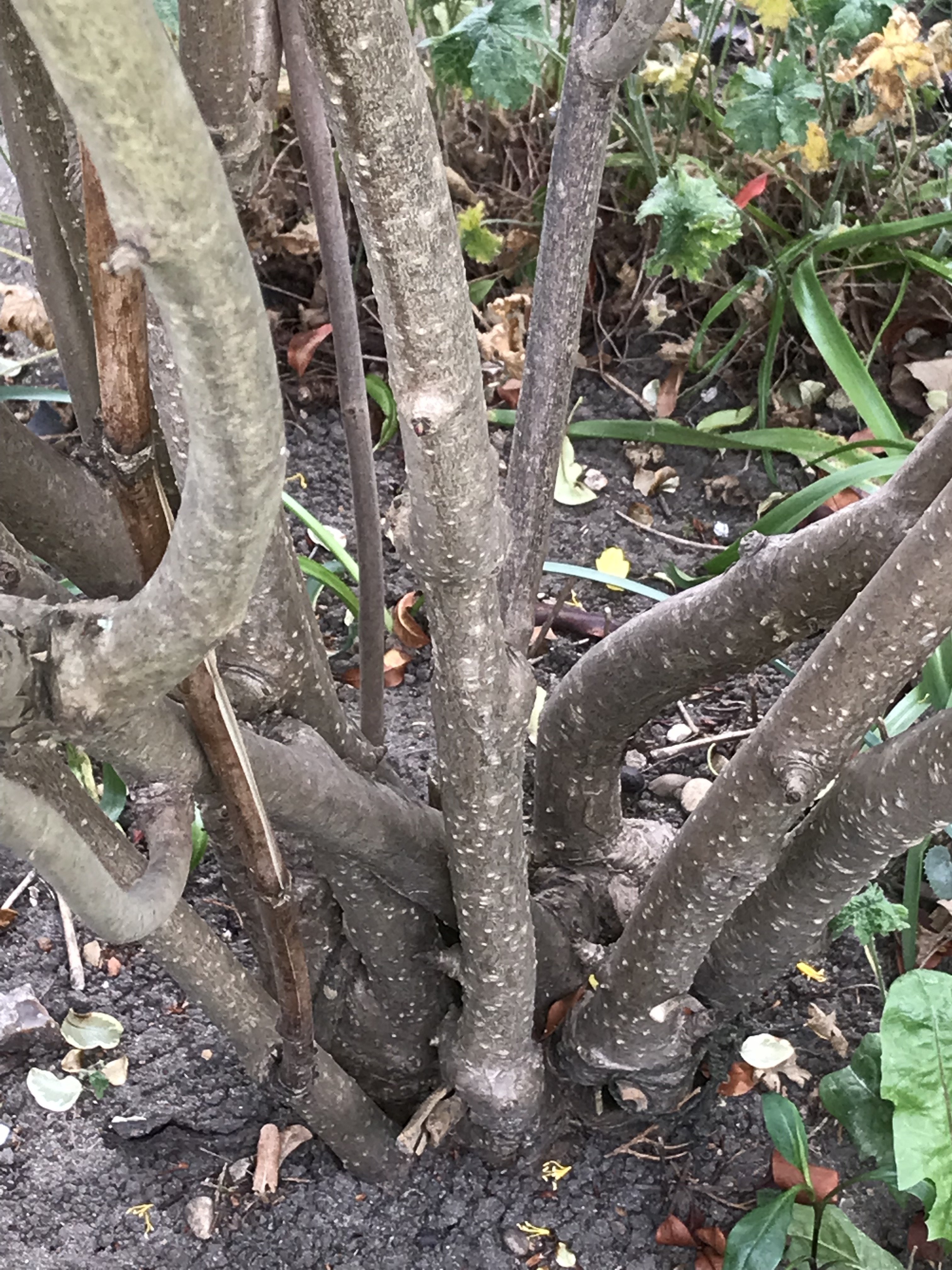
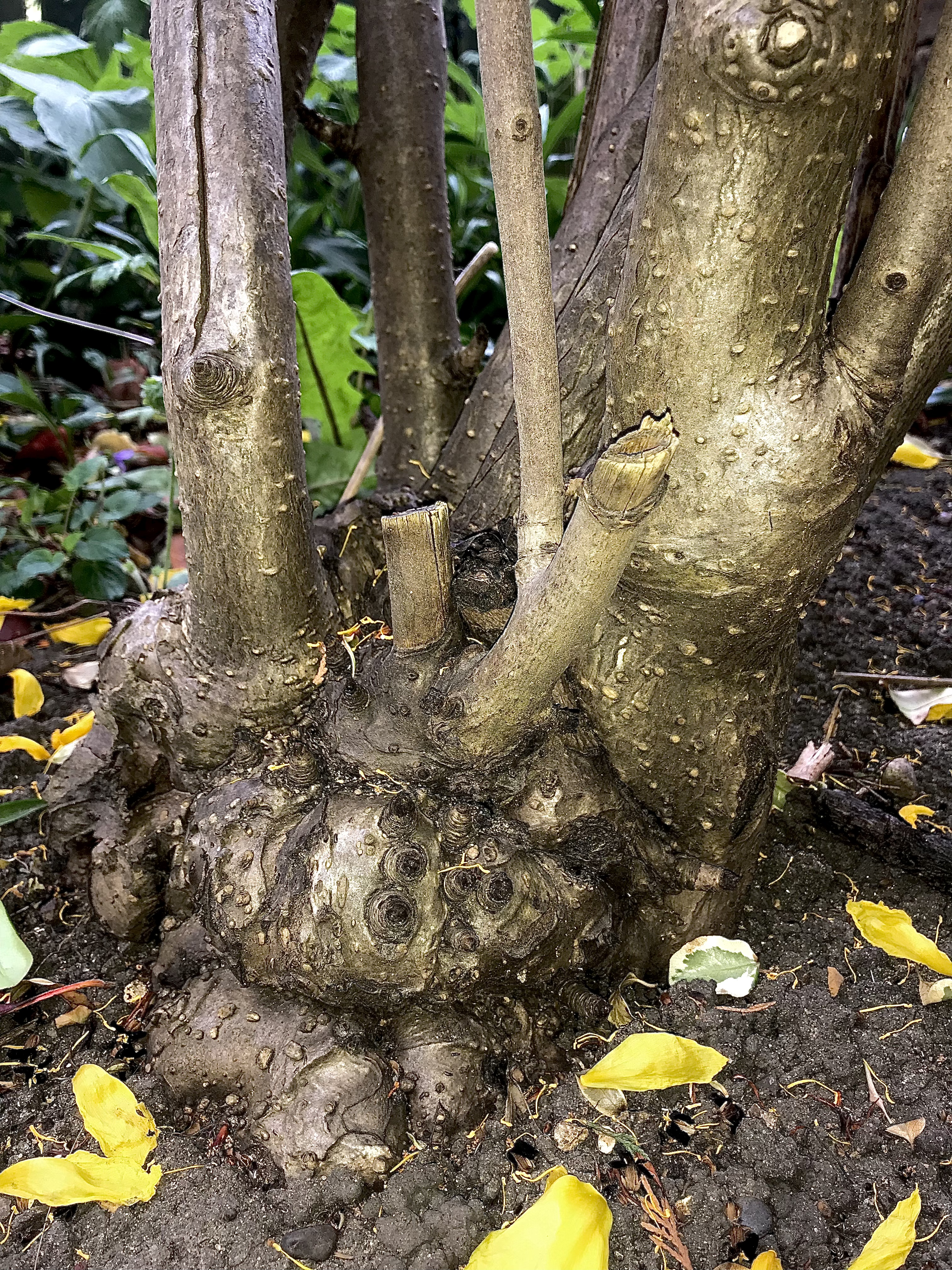

### Webbkällor
- Svensk Kulturväxtdatabas